# Ангидрит
Ангидри́т (др.-греч. ἀν- — приставка отрицания и ὕδωρ — «вода», то есть «лишённый воды») — минерал класса сульфатов, безводный сульфат кальция. При добавлении воды увеличивается в объёме примерно на 60 % и постепенно превращается в гипс. Отложения ангидрита образуются в осадочных толщах главным образом в результате обезвоживания отложений гипса. Ангидрит иногда используется как дешёвый декоративно-поделочный камень, по твёрдости занимающий промежуточное положение между яшмой, нефритом и агатом, с одной стороны, и мягким селенитом и кальцитом — с другой. Ангидрит может быть белым, голубоватым, сероватым, реже красноватым. 
В Древнем Египте ангидрит был популярным поделочным материалом. Египтянам особенно нравилась серо-голубая разновидность. Чаще всего из этого минерала изготавливали небольшие парфюмные и косметические сосуды. 
В Ломбардии (Италия) он издавна использовался вместо мрамора. В XIX и в начале XX веков было популярно резать из ангидрита письменные приборы. В наши дни популярны в продаже резные фигурки из ангидрита.
Также в Норильске есть рудник с названием «Ангидрит».